# الن پرز (تنیس‌باز)
الن پرز (اسپانیایی: Ellen Perez‎؛ زادهٔ ۱۰ اکتبر ۱۹۹۵) تنیس‌باز زن اهل استرالیا است.